# ニューヨーク映画祭

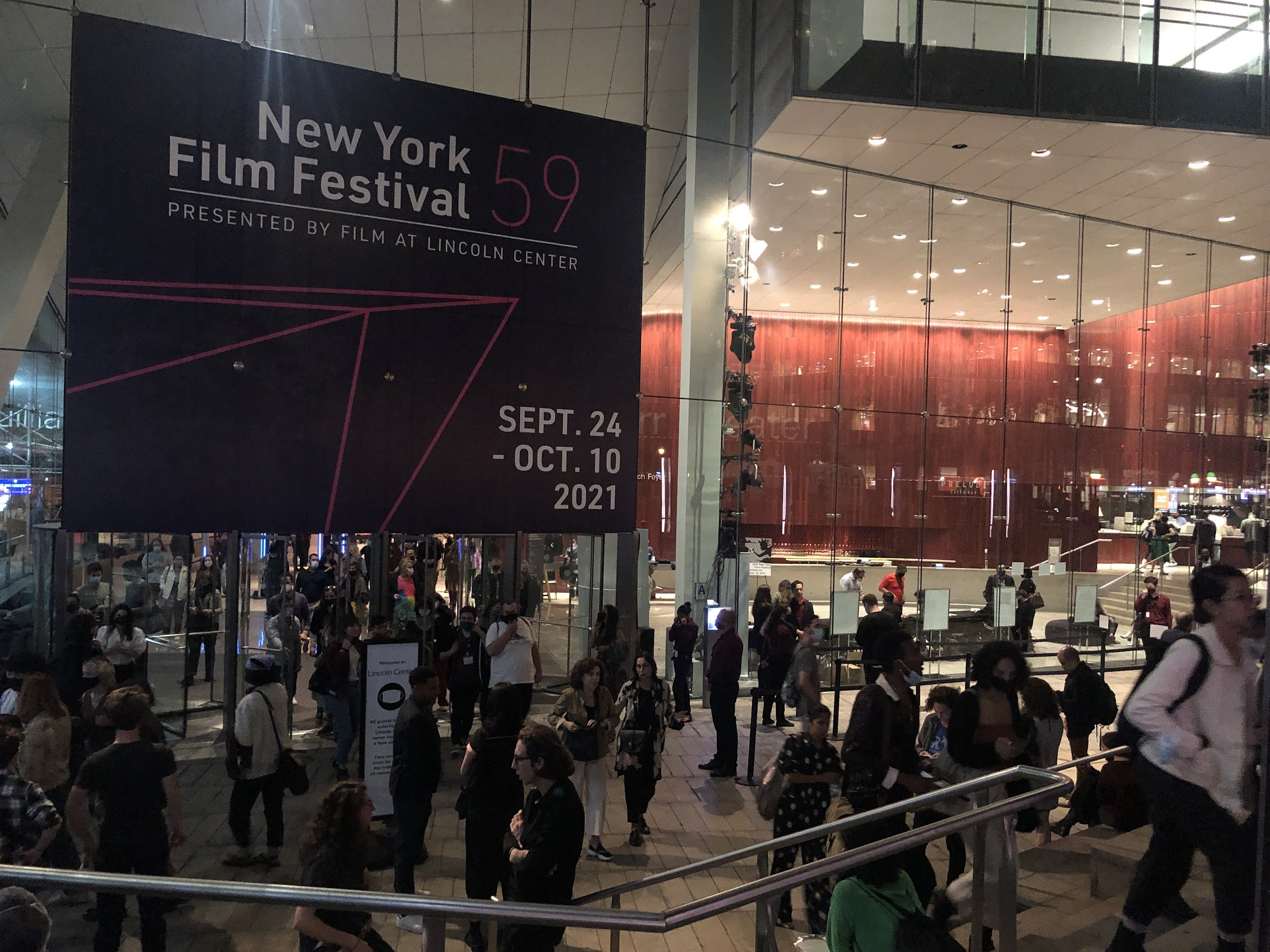
ニューヨーク映画祭の主要上映場所となっているアリス・タリー・ホールのエントランス（2021年）

ニューヨーク映画祭（ニューヨークえいがさい、New York Film Festival）は、アメリカ合衆国の国際映画祭。略称：NYFF。リンカーン・センター映画協会が主催。1963年以降、毎年、ニューヨークで開催されている。
創始者はリチャード・ラウド（Richard Roud）とエイモス・ヴォーゲル（Amos Vogel）。